# Josef Bím

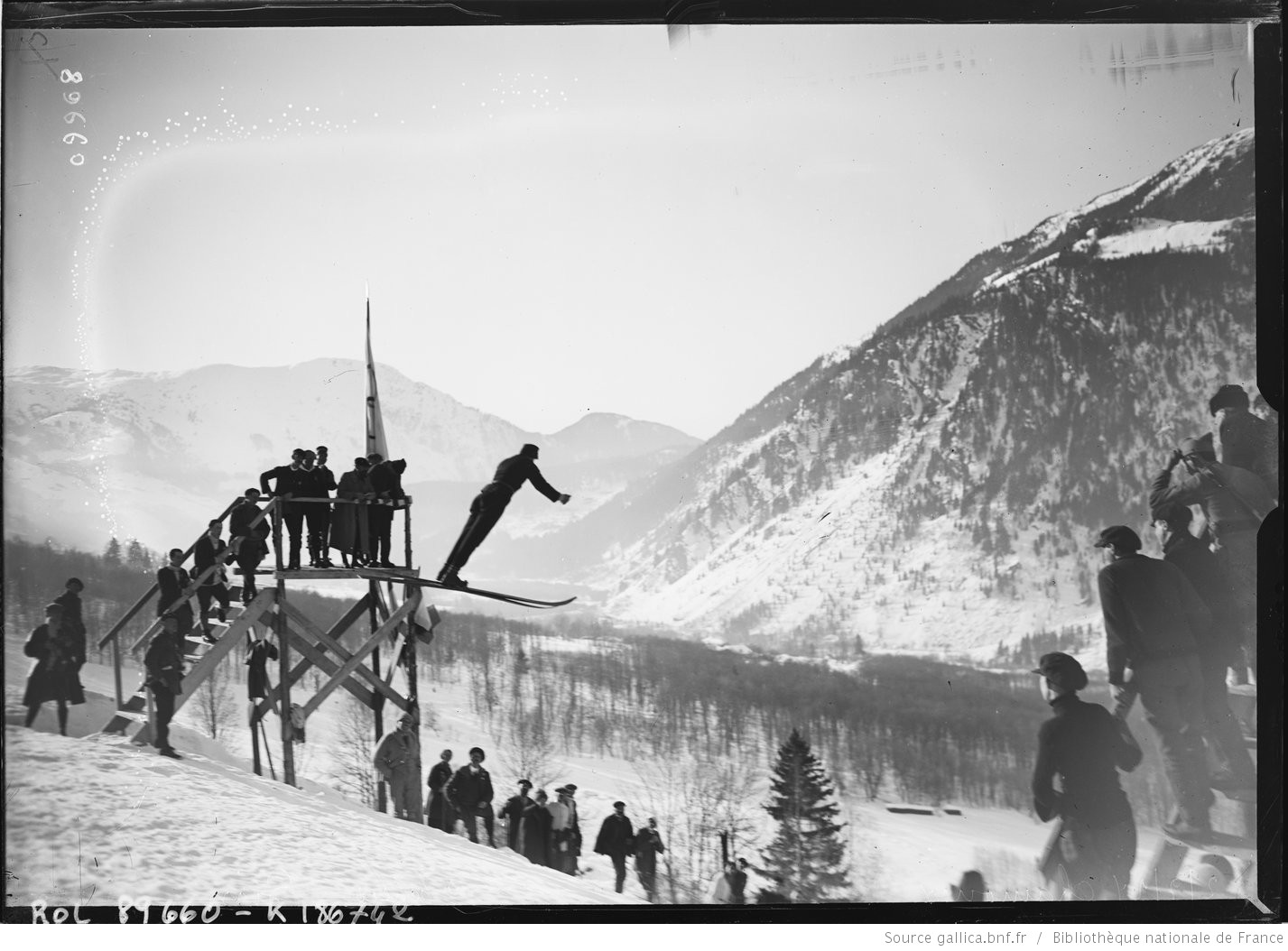
Bím under vinter-OS 1924.

Josef Bím, född 24 januari 1901 i Vysoké nad Jizerou i Böhmen, död 5 september 1934, var en tjeckoslovakisk vinteridrottare. Han var aktiv inom nordisk kombination, backhoppning och militärpatrull under 1920-talet.

## Karriär
Josef Bím deltog i olympiska vinterspelen 1924 i Chamonix i Frankrike. Bím tävlade i nordisk kombination och slutade på 13:e plats totalt efter en åttonde plats i längdskidåkningen och en 15:e plats i backhoppningen. Josef Bím tävlade även i backhoppning. Han slutade på en 26:e plats av 27 deltagare i backhoppningstävlingen. I laggrenen militärpatrull (30 km längdåkning och skytte) slutade Tjeckoslovakien (med Bím i laget) på fjärde plats, efter segrande Schweiz som vann före Finland och Frankrike.
I Skid-VM 1925 på hemmaplan i Johannisbad (Janské Lázně) tävlade Bím i backhoppning respektive nordisk kombination. Där slutade han på en åttonde respektive femte plats. Under Skid-VM 1926 i Lahtis i Finland tävlade Josef Bím åter i nordisk kombination och slutade på 23:e plats.
Vid olympiska vinterspelen 1928 i Sankt Moritz i Schweiz, tävlade Bím endast i backhoppning. Han hoppade 49,5 och 51 meter och slutade då på en tjugonde plats.